# Primera Internacional en España

Emblema del Consejo Federal de la Federación Regional Española de la Asociación Internacional de Trabajadores.

La historia de la Primera Internacional en España se inició con la llegada a España en noviembre de 1868 del bakuninista Giuseppe Fanelli que creó las dos primeras secciones de la Asociación Internacional de Trabajadores (AIT) en Madrid y en Barcelona, de las que surgiría la Federación Regional Española de la AIT fundada en el Congreso Obrero de Barcelona de 1870. En los tres años siguientes la FRE-AIT vivió el enfrentamiento entre anarquistas y socialistas marxistas con el resultado de la expulsión de estos últimos y la adhesión de la FRE-AIT a la Internacional de Saint-Imier fundada por Bakunin. La supuesta implicación de la FRE-AIT en la revolución cantonal condujo a una fuerte represión que culminó con su prohibición en enero de 1874 tras el triunfo del golpe de Pavía que puso fin a la República Federal. Durante los años de clandestinidad (1874-1881) la FRE-AIT vivió un proceso de radicalización a causa de la represión y de la influencia cada vez mayor del anarcocomunismo y del ilegalismo frente al anarcocolectivismo, que a pesar de todo siguió siendo mayoritario. A principios de 1881 la FRE-AIT pudo volver a la legalidad, refundándose con el nombre de Federación de Trabajadores de la Región Española, pero el asunto de La Mano Negra acabó debilitando y dividiendo a la organización hasta que optó por disolverse en 1888, poniéndose fin así a la presencia de la Primera Internacional en España, el país de Europa donde pervivió más tiempo, en su versión anarquista. Por su parte, los marxistas fundaron en 1879 el Partido Socialista Obrero Español aunque no se constituyó formalmente hasta 1888, pocos días después del nacimiento de su sindicato, la Unión General de Trabajadores.

## Los inicios (1865-1870)

### Los primeros contactos (1865-1868)

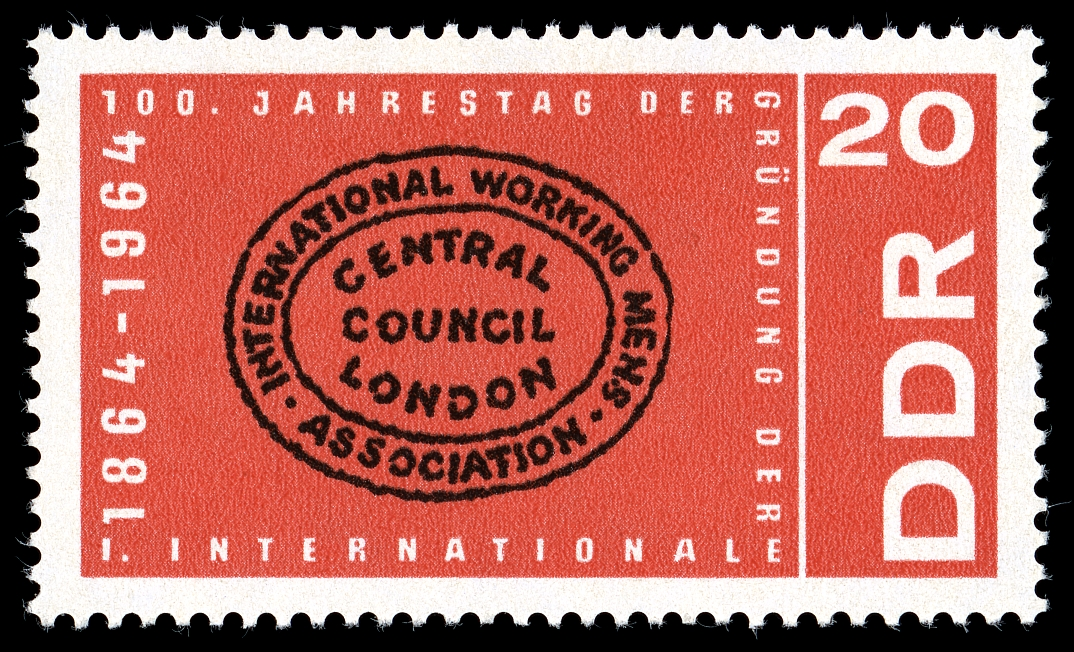
Sello de Correos de la desaparecida República Democrática Alemana conmemorativo del centenario de la fundación de la AIT en el que aparece el sello del Consejo General con sede en Londres.

La primera noticia que apareció en la prensa española sobre la existencia de la Asociación Internacional de Trabajadores o Primera Internacional (AIT), fundada en Londres en septiembre de 1864, la dio El Obrero en su número del 1 de noviembre de 1865 al hacerse eco de la Conferencia reunida en Londres ese año para preparar el primer Congreso de la AIT —que se celebraría en Ginebra del 3 al 8 de septiembre de 1866—. Al año siguiente, el 18 de marzo de 1866, el director de El Obrero Gusart escribió un artículo completo sobre la Internacional.
En el II Congreso de la AIT celebrado en Lausana del 2 al 7 de septiembre de 1867 se leyó un mensaje enviado desde Barcelona por una llamada «Liga socialrepublicana» —posiblemente la Legión Ibérica— y Paul Lafargue, nombrado por el Consejo secretario para España —seguramente por su conocimiento del castellano—, leyó una carta enviada desde Madrid. Al III Congreso, celebrado en Bruselas entre el 6 y el 13 de septiembre de 1868, asistió por primera vez un delegado español, Sarro Magallán, como representante de la llamada «Legión Ibérica del Trabajo» y de «las asociaciones obreras de Cataluña» —su nombre auténtico era Antonio Marsal Anglora, obrero de Barcelona—. Sarro Magallán informó el segundo día del Congreso de la existencia de sociedades clandestinas en Cataluña y en Andalucía, a pesar de la persecución de los gobiernos.
Sin embargo, como ha señalado Tuñón de Lara, «los contactos de la Internacional con España, antes de la revolución de 1868, fueron tan leves como efímeros y nada permite hablar de un movimiento obrero español relacionado con la AIT».

### El nacimiento de los dos primeros núcleos de la AIT en España (1868-1870)
La Revolución de septiembre de 1868 abrió un periodo de libertad en el que las sociedades obreras —en sus dos variantes de sociedades de ayuda mutua y de sociedades de resistencia— pudieron salir de la clandestinidad en que habían vivido durante la mayor parte del reinado de Isabel II. En octubre el Gobierno Provisional de 1868-1871 decretó la libertad de asociación y ese mismo mes se fundó en Barcelona la Dirección Central de las Sociedades Obreras en la que se integraron las que habían subsistido en la clandestinidad y otras nuevas que se crearon entonces. En diciembre de 1868 la Dirección Central celebró un congreso de obreros de Cataluña en el que estuvieron representadas 61 sociedades.
Allí se acordó apoyar el establecimiento de la República Federal y la participación de la clase obrera en las elecciones y la publicación del semanario La Federación —que se convertiría en el periódico internacionalista más importante—. En febrero de 1869 la Dirección Central pasaría a llamarse Centro Federal de las Sociedades Obreras de Barcelona. Entre sus dirigentes se encontraban hombres que luego serían figuras destacadas de la FRE-AIT: Rafael Farga Pellicer y Antonio Marsal Anglora, nombrados secretarios de la organización; y Juan Nuet, Jaime Balasch, Clement Bové y Juan Fargas.

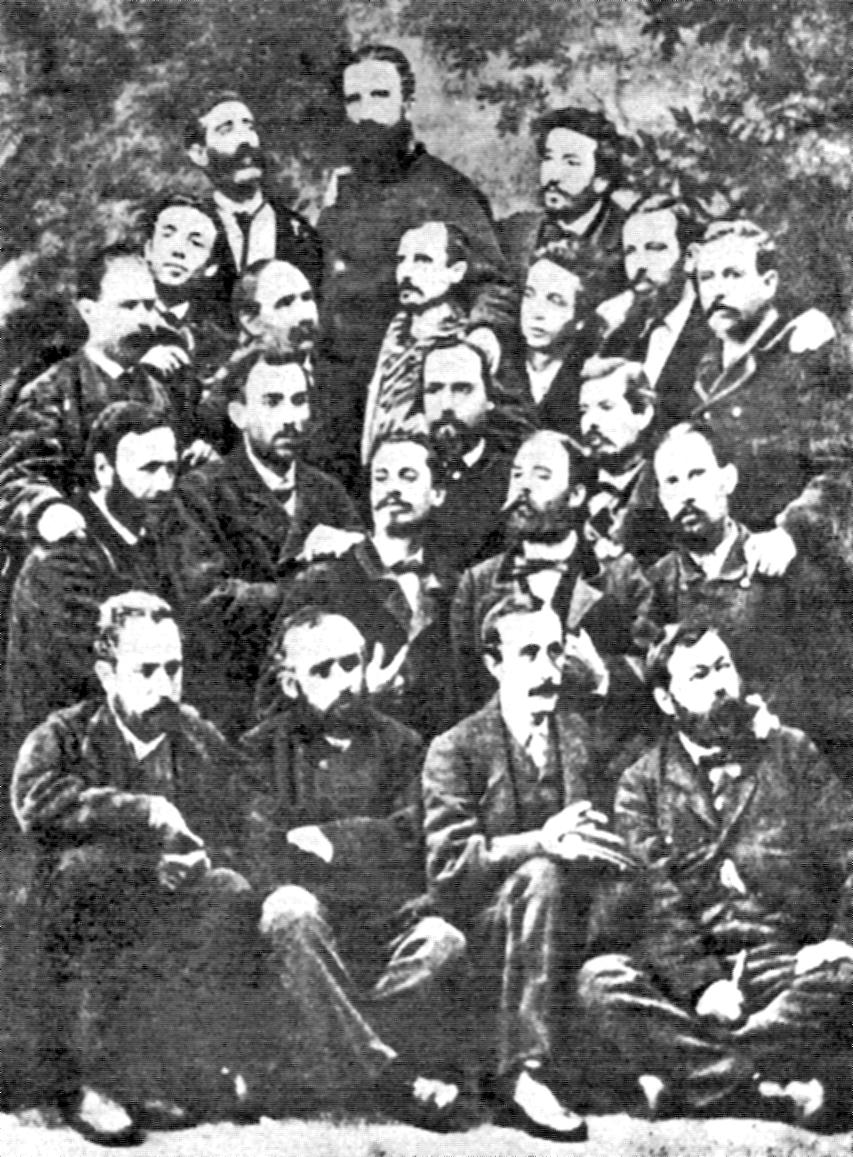
Grupo de fundadores de la Primera Internacional, en Madrid, en noviembre de 1868. Giuseppe Fanelli aparece en el centro, arriba del todo, con una larga barba.

El contacto directo de este movimiento societario con la AIT se produjo por iniciativa de la sección de Ginebra de la AIT, encabezada por Mijail Bakunin, quien decidió enviar al italiano Giuseppe Fanelli a España «para establecer relaciones permanentes y estables con las organizaciones obreras españolas». Fanelli llegó a Barcelona, procedente de Génova, a finales de octubre de 1868 donde se entrevistó con los dirigentes de la Dirección Central. Después de pasar por Tarragona, Tortosa y Valencia, acompañado de Elie Reclus, Arístides Rey, Fernando Garrido y José María Orense, Fanelli se dirigió en solitario a Madrid adonde llegó el 4 de noviembre. En casa del litógrafo Julián Rubao Donadeu celebró una primera reunión con varios obreros que frecuentaban la agrupación cultural Fomento de las Artes. De este grupo surgiría el núcleo provisional de la Internacional en Madrid, formado el 24 de enero de 1869 por veintiuna personas: cinco pintores de la construcción, cuatro tipógrafos —uno de ellos Anselmo Lorenzo—, dos sastres, dos grabadores —uno de ellos Tomás González Morago—, dos zapateros, un carpintero, un dorador, un litógrafo, un cordelero, un equitador y un periodista. Sin embargo, este núcleo madrileño no se convertiría oficialmente en sección de la AIT hasta diciembre de ese año.
Fanelli les proporcionó documentos oficiales de la Internacional pero también de la Alianza Internacional de la Democracia Socialista, la organización anarquista secreta creada en septiembre de 1868 por Bakunin, lo que, según Tuñón de Lara, «iba a influenciar el desarrollo posterior de la Internacional en España y a engendrar un equívoco de gran alcance» —sin embargo Josep Termes considera que se ha magnificado su importancia—. En diciembre la Alianza había visto denegada su petición de ingreso en la AIT —«a menos que aceptara los Estatutos de la Asociación y, que como organización pública de trabajadores, se transformara en una sección federada de ésta», según Clara Lida— pero Fanelli lo desconocía cuando formó el grupo de la Internacional. Así ocho miembros del grupo madrileño se integraron también en la Alianza, sin ser conscientes de que lo que esta propugnaba era contrario a lo aprobado por la Internacional, influida por las ideas de Karl Marx. Mientras la Internacional había acordado en su II Congreso «que la emancipación social de los trabajadores es inseparable de su emancipación política» y «que el establecimiento de libertades políticas es una medida principal de absoluta necesidad», la Alianza rechazaba «toda acción revolucionaria que no tenga por objeto inmediato y directo el triunfo de la causa de los trabajadores contra el capital» y propugnaba la desaparición del Estado, sustituido por la «unión universal de las libres asociaciones».
A principios de febrero de 1869 Fanelli llegó a Barcelona donde reunió a un grupo de más de veinte obreros en el taller del pintor José Luis Pellicer, primo del tipógrafo Rafael Farga Pellicer, secretario general del Centro Federal de Sociedades Obreras —el nuevo nombre que había adoptado la Dirección Central— y del Ateneo Catalán de la Clase Obrera. Este grupo, como ha destacado Tuñón de Lara, «iba a actuar en un propicio "campo de cultivo" facilitado por la pluralidad de sociedades obreras de la ciudad condal y la experiencia de acción societaria que allí había». Este núcleo provisional se transformó en sección barcelonesa de la AIT en mayo de 1869, siete meses antes que el núcleo provisional de Madrid. En ambos casos con la confusión entre la Internacional y la Alianza, como si fueran la misma cosa. «Así, los primeros afiliados españoles a la AIT creían que el programa de la sociedad secreta bakuninista (supresión del Estado, rechazo de la política parlamentaria, abolición de las clases sociales y colectivización de la propiedad) coincidía con los principios de la Primera Internacional». El propio Fanelli «no conocía suficientemente bien las diferencias ideológicas y tácticas que separaban —y en ciertos aspectos oponían— la Internacional de la Alianza».
Esta «combinación sui generis de los principios aliancistas y de la Internacional» «marcaría un rumbo particular al socialismo anarquista en España, proveyéndolo de una amalgama ideológica que, estrictamente hablando, no era la de la Asociación Internacional de los Trabajadores». Así estos primeros grupos se dotaron de «un doble nivel organizativo: uno público y otro secreto».

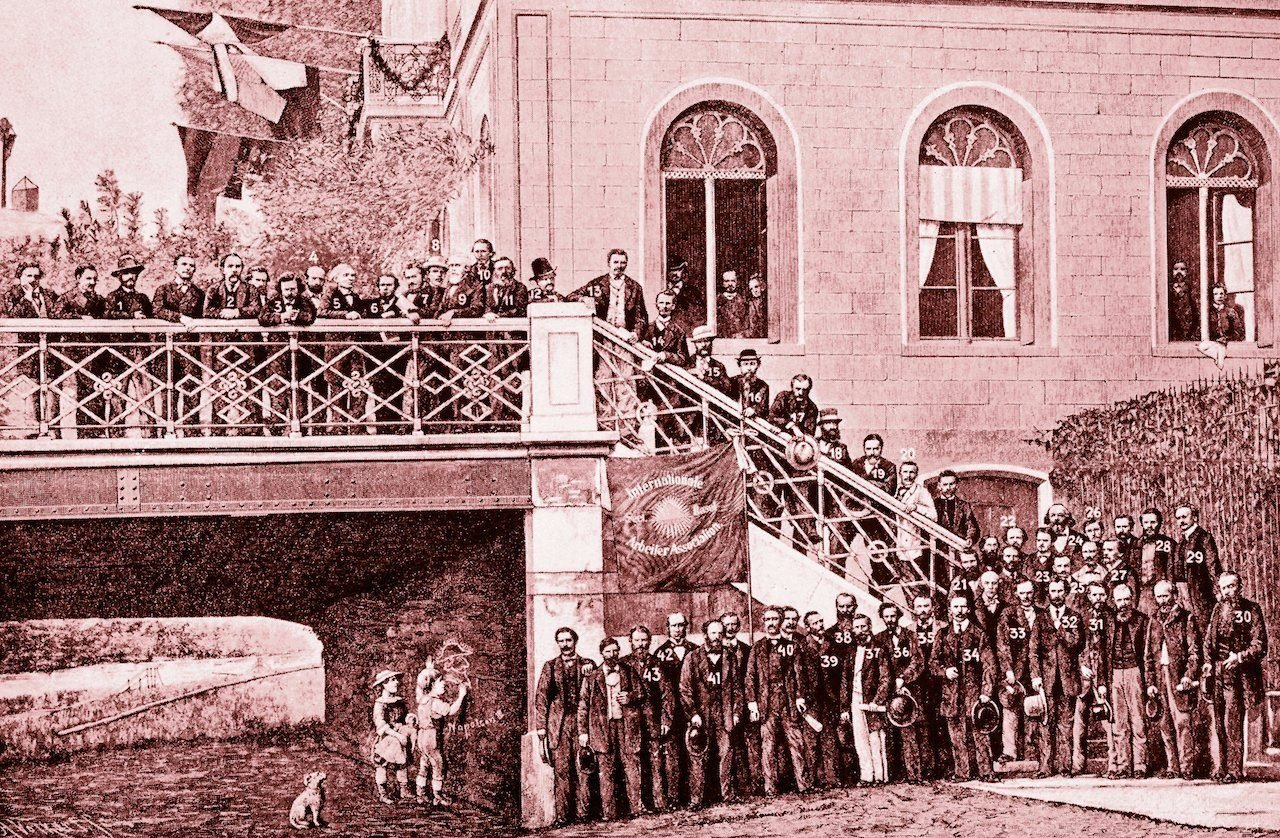
Delegados asistentes al Congreso de Basilea de la AIT (septiembre de 1869)

En septiembre de 1869 dos representantes del núcleo barcelonés, Rafael Farga Pellicer y el médico Gaspar Sentiñón, acudieron al IV Congreso de la AIT que se celebró en Basilea. El primero fue como representante del Centro Federal de Sociedades Obreras, y el segundo de la sección de la Internacional y de la Alianza. El núcleo madrileño solo envió un saludo, pues no contaba con dinero suficiente para pagar el viaje. Farga y Sentiñón propusieron que el próximo Congreso se celebrara en Barcelona, «la capital industrial de la República federativa ibérica», y también presentaron un informe sobre la situación en España tras el triunfo de la Revolución de septiembre de 1868 en el que decían:

Aprovechando un movimiento militar, el pueblo ha derribado el trono, que siempre oprime las fuerzas vivas del trabajo. Los efectos bienhechores de la libertad han dado una gran solidaridad y una gran fuerza a las sociedades poco numerosas, que han sabido resistir a este largo período de opresión. Primero fueron constituidas sociedades de todo género, no solamente en los grandes centros obreros, sino también en las localidades de pequeña industria.[…]
La organización del país es tal que, actuando con inteligencia puede dar en poco tiempo resultados extraordinarios para la Internacional. Barcelona es una ciudad de las más importantes para esto, porque ya el número de corporaciones organizadas es de 38, con 8.080 miembros… El Centro Federal de Sociedades Obreras, constituido después de la "evolución" de septiembre-octubre de 1868, ha logrado organizar y federar algunas de las sociedades obreras en muchos lugares de España. Treinta y cuatro sociedades de Barcelona trabajan en la organización obrera ibérica… Muchas de estas sociedades obreras se han reunido para cooperar con el mismo propósito. Basta comprobar que en España conocemos la existencia de 195 sociedades con más de 25.000 miembros.

En Basilea Farga Pellicer y Sentiñón establecieron una relación estrecha con Bakunin, con el cual ya habían contactado por carta, lo que determinó un cambio en sus concepciones que luego se trasladaría al movimiento obrero catalán. Según Avilés Farré, debió ser en la primavera de 1870 cuando se constituyó formalmente una sección española de la Alianza bakuninista, poco antes de la celebración del Congreso Obrero de Barcelona del que nacería la FRE-AIT. El cambio de orientación del republicanismo federal al apoliticismo bakuninista se reflejó también en el periódico La Federación que comenzó a divulgar estas ideas y llegó a publicar escritos de Bakunin sin que apareciese su firma.
Mientras tanto la mayoría del movimiento societario seguía apoyando al republicanismo federal, aunque el fracaso de la insurrección federal de septiembre y octubre de 1869, así como el incumplimiento de las promesas del Gobierno Provisional de 1868-1871 de suprimir los consumos y las quintas, hizo crecer el sentimiento antipolítico lo que propició que los internacionalistas/aliancistas intensificaran su campaña de propaganda contra el Partido Republicano Federal y contra la participación obrera en las elecciones. También contribuyó a la difusión del antipoliticismo la dura represión policial que se desencadenó con motivo del «motín contra las quintas» de Barcelona de abril de 1870. «En este ambiente fue posible que el núcleo dirigente bakuninista barcelonés hiciera triunfar algunas de sus propuestas en el primer congreso obrero español, que tuvo lugar en Barcelona en junio de ese año».

## La Federación Regional Española de la AIT (1870-1881)

### El Congreso de Barcelona de 1870 y el impacto de la Comuna de París

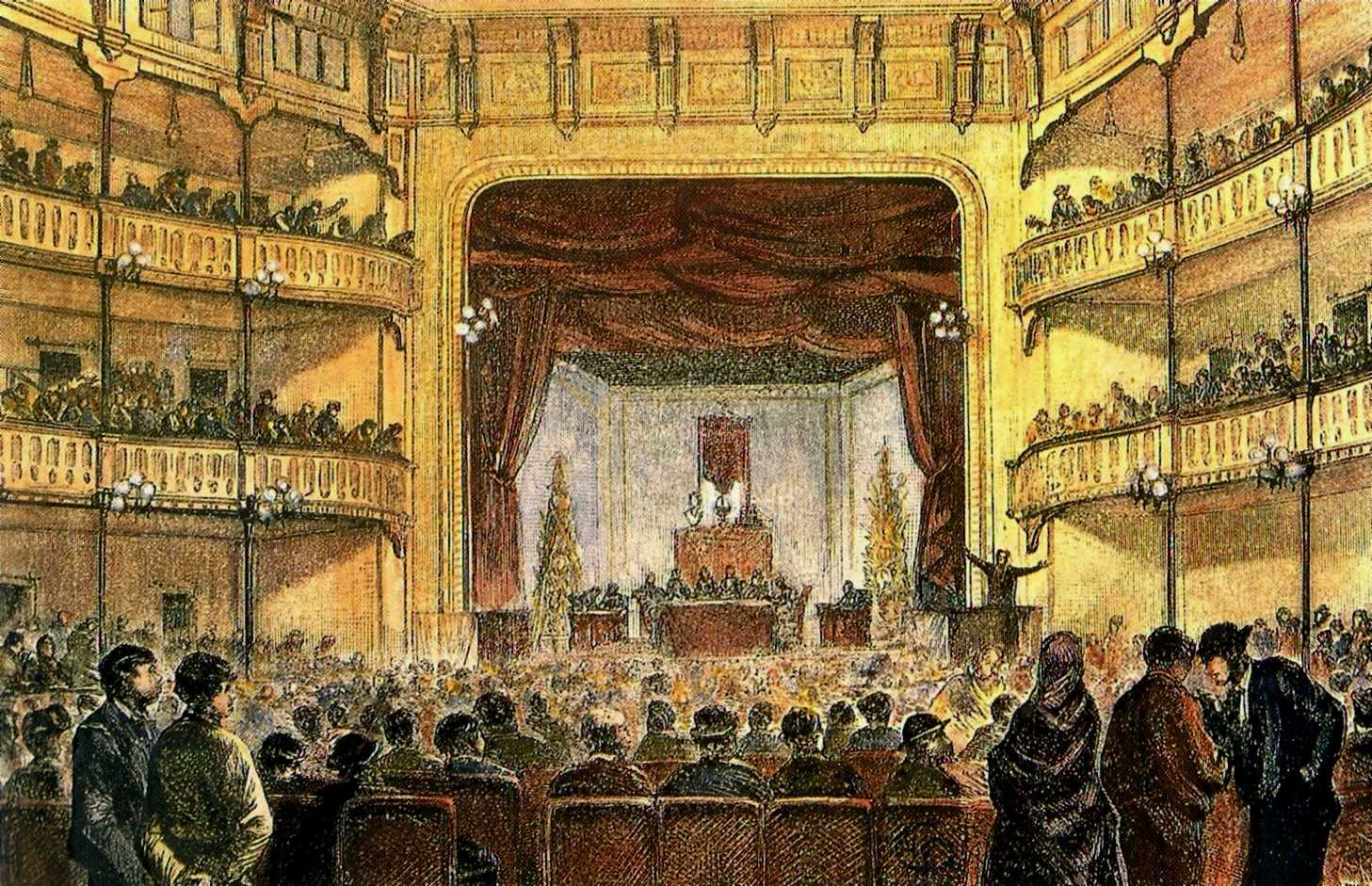
Un grabado del Congreso Obrero de 1870 que se celebró en el Teatro Circo de Barcelona.

El congreso se celebró en junio de 1870 y en él estuvieron representadas tres corrientes: la bakuninista que era «antipolítica, antiestatal, colectivista y solo relativamente favorable al desarrollo de las sociedades obreras»; la sindicalista, subdividida a su vez entre una tendencia «apolítica» y otra «política», esta última favorable a continuar participando en el movimiento republicano-federal; y la cooperativista.
El Congreso decidió constituir la Federación Regional Española de la Asociación Internacional de Trabajadores (AIT) y el tema más polémico en los debates fue la actitud que debía mantener la nueva organización hacia la política. Al final no se impuso el antipoliticismo de los bakuninistas sino que estos aceptaron el "apoliticismo" de los sindicalistas que defendían que había que dejar la política fuera del debate interno de las sociedades obreras, para así agrupar a todos los obreros independientemente de las ideas que tuvieran. Los derrotados fueron los sindicalistas políticos favorables al republicanismo federal.
El número de afiliados de la nueva FRE-AIT osciló entre un mínimo de 1.764 en abril de 1871 y unos 15.000 en agosto de 1872, lo que la convertía en una de las federaciones regionales más importantes de la Primera Internacional. Las federaciones locales —13 y 33, en proceso de constitución— fueron muy desiguales en cuanto al número de integrantes —la de Barcelona llegó a alcanzar los 6.000 miembros, mientras que la de Madrid nunca superó los 200—.
En marzo de 1871 estalló la Comuna de París que provocó una «psicosis de terror no sólo en los medios conservadores y de derechas, sino también en la mayoría de los medios burgueses» de toda Europa. Una de las primeras reacciones de las autoridades fue la prohibición de huelgas y reuniones decretada por el gobernador civil de Barcelona, que estuvo acompañada del asalto al local de la sociedad obrera «Las Tres Clases del Vapor» y la detención de su presidente Bové el 29 de abril. Esta actuación del gobernador civil de Barcelona motivó que el 22 de mayo varios diputados republicanos federales catalanes presentaran una protesta en las Cortes, lo que suscitó un vivo debate sobre la Internacional, ya que coincidió con la derrota de la Comuna. El ministro de la Gobernación Práxedes Mateo Sagasta les respondió que los internacionalistas eran «enviados extranjeros de la Asociación Internacional de Trabajadores (AIT) cuya misión es perturbar el orden y hacer proselitismo» —en realidad se trataba de refugiados communards que huían de la represión—.

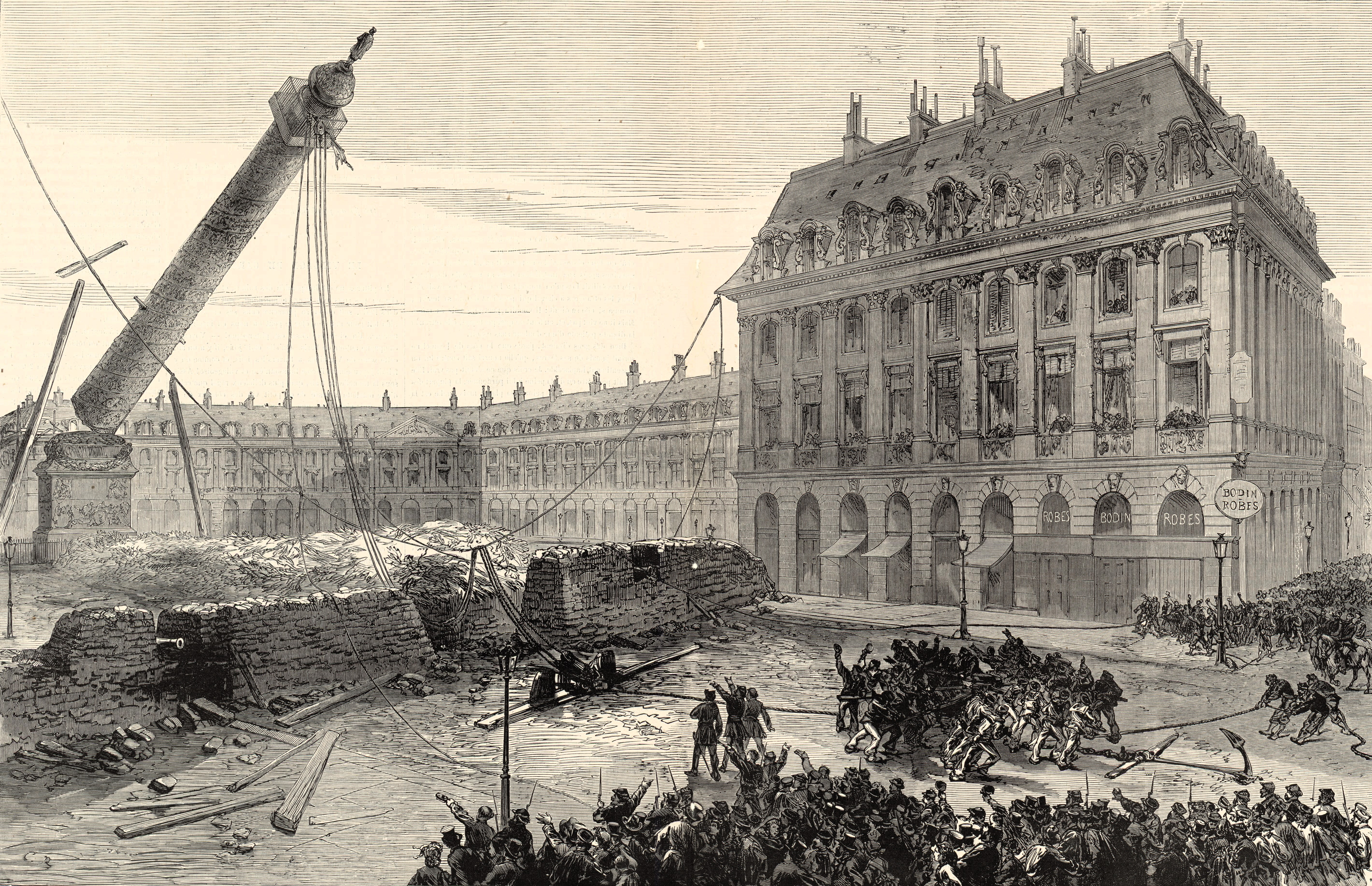
Derribo de la Columna Vendôme, erigida en honor de Napoleón, durante la Comuna de París. Un hecho que fue destacado por la prensa española como una prueba del antipatriotismo de los communards.

Seis días después, 28 de mayo de 1871, Sagasta enviaba una circular a los gobernadores civiles en la que les otorgaba amplios poderes para actuar contra la Internacional. Ante esta situación el 3 de junio el Consejo Federal abandonó Madrid y se instaló en Lisboa donde decidió suspender el Congreso de Valencia y sustituirlo por una «Conferencia reservada» a celebrar también en Valencia el 10 de septiembre.
El debate en las Cortes se reabrió con motivo de una interpelación sobre la política que iba adoptar el gobierno con los refugiados que llegaban de Francia. Sagasta contestó que eran «delincuentes» y que como tales «se entregarán a las autoridades francesas en cuanto éstas soliciten su extradición». El 14 de junio afirmó que la finalidad de la Internacional era «destruir la familia, destruir la sociedad, borrar la patria, hacer desaparecer por la fuerza todos los elementos de la civilización conocidos». Al día siguiente el Congreso de los Diputados acordó por unanimidad formar una comisión «para estudiar el estado moral, intelectual y material de las clases trabajadoras».
Por otro lado, «la Commune de París contribuyó en gran manera a afianzar y hacer más honda la separación entre obrerismo y republicanismo». Los internacionalistas pensaron que «si la burguesía republicana francesa asesinaba a los obreros y se oponía a la libertad y al federalismo, esto significaba que la república burguesa era tan enemiga del obrero como la monarquía». El periódico La Emancipación publicó un artículo con el significativo título de De por qué combatimos el partido republicano en el que decía:

Entre la república parlamentaria de Thiers y Julio Favre, y la república representativa que los burgueses quieren establecer en España, no acertamos a ver la más leve diferencia… Si los republicanos subieran al poder y les pidiéramos la aplicación rigurosa de los principios democráticos, nos contestarían ni más ni menos que sus correligionarios de Francia, por la boca de los cañones.

### De la Conferencia de Valencia a la expulsión de los marxistas (septiembre, 1871 – enero, 1873)
Entre el 10 y el 18 de septiembre de 1871 se celebró en Valencia «en un ambiente de semiclandestinidad» la proyectada Conferencia reservada o secreta, en la que se adoptó una resolución típicamente bakuninista:

Que la verdadera república democrática federal es la propiedad colectiva, la anarquía y la federación económica, o sea, la libre federación universal de libres asociaciones obreras agrícolas e industriales.

En la conferencia se eligió un nuevo Consejo Federal y se acordó que Anselmo Lorenzo representara a la FRE-AIT en la Conferencia de la Internacional que se iba a celebrar en Londres entre el 17 y el 23 de septiembre de 1871. En esa Conferencia se ratificaron las tesis marxistas, saliendo derrotadas las bakuninistas y se reiteró la disolución de la Alianza de Bakunin.
A principios de octubre el nuevo gobierno de José Malcampo propuso a las Cortes que votaran la ilegalización de la sección española de la Asociación Internacional de Trabajadores justificándola en que «los dogmas proclamados por las asambleas de los internacionales condenan el Estado, la religión, la familia, la propiedad…» y la Internacional hay que «disolverla como atentatoria a la seguridad del Estado». Durante los debates los únicos que defendieron el derecho de la Internacional a seguir existiendo fueron algunos diputados republicanos federales como Fernando Garrido —que dijo que «no hay sociedad posible sin las clases trabajadoras»—, Francesc Pi i Margall —que criticó la consideración de la propiedad con un derecho «sagrado e inviolable»— o Nicolás Salmerón —quien afirmó que la propiedad cuando no sirve a «los fines racionales de la vida humana» es «ilegítima», «injusta» y «debe desaparecer». Más directo fue el diputado federal catalán Lostau: «¿Sabéis qué debéis hacer para destruir la Asociación? Yo que soy internacionalista os lo diré; haced que desaparezcan las causas que le han dado origen».
Al día siguiente de iniciarse el debate —que duró veintiún días—, el Consejo de la FRE-AIT mandó fijar carteles en las calles en los que se leía «A la Internacional la están procesando en las Cortes», e hizo público un manifiesto «A todos los trabajadores y a todos los hombres honrados» en el que decía lo siguiente: «No basta que nos exploten, que nos arranquen el fruto de nuestro trabajo, que nos tengan sumidos en la esclavitud intelectual por la ignorancia, y en la esclavitud material por la miseria. Es necesaria la calumnia, es necesario el insulto, y esto por la espalda, cuando saben que no podemos defendernos». Seis días después la Federación madrileña por iniciativa del Consejo de la FRE-AIT organizó un acto en el teatro de los Campos Elíseos de Madrid presidido por Pablo Iglesias y en el que intervinieron varios oradores, entre ellos Anselmo Lorenzo y José Mesa, director de la La Emancipación que desplegó una campaña en defensa de la Internacional.. Destacó como oradora Guillermina Rojas y Orgis
Las Cortes votaron a favor de la ilegalización por una abrumadora mayoría, pero la prohibición de la FRE-AIT no llegó a aplicarse a causa de la intervención del fiscal del Tribunal Supremo que dirigió una circular a las Audiencias el 23 de noviembre en la que decía que la Constitución de 1869 al reconocer el derecho de asociación amparaba a la AIT. Sin embargo, a mediados de diciembre de 1871 el nuevo gobierno presidido por Sagasta acentuó la política represiva contra la Internacional lo que obligó al Comité Federal de la FRE-AIT a preparar el pase a la clandestinidad de la organización, para lo que decidió constituir grupos secretos de Defensores de la Internacional que serían los encargados de continuar sus actividades en caso de que fuera prohibida totalmente.

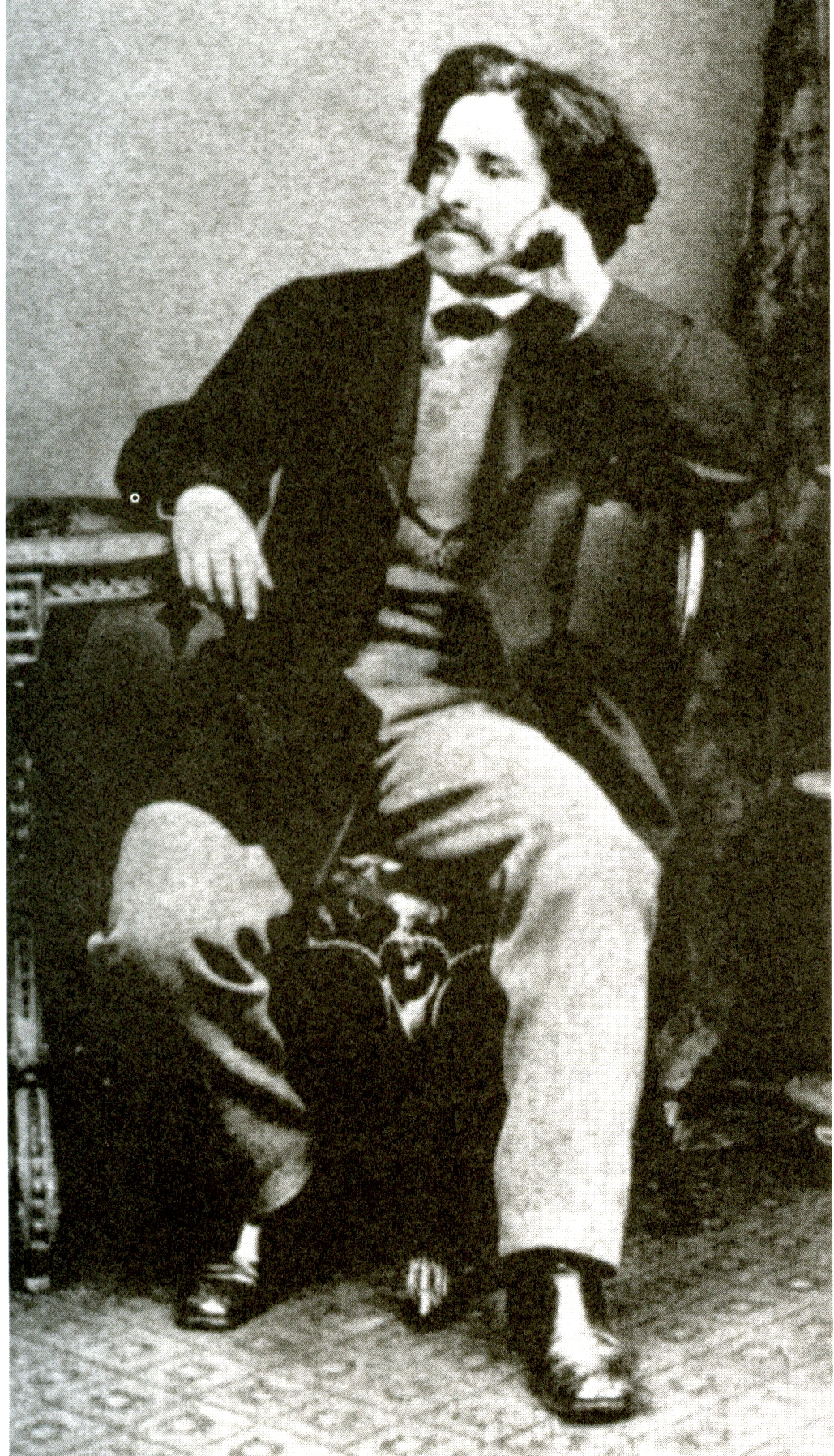
Paul Lafargue en 1871.

En esas mismas fechas, diciembre de 1871, Paul Lafargue y su esposa Laura Marx se instalaban en Madrid, después de haber entrado en España en agosto huyendo de la represión de la Comuna. Lafargue se puso inmediatamente en contacto con el Consejo de la FRE y con la Federación madrileña a cuyos miembros explicó que el programa de la Internacional era contrario al que defendía la Alianza bakuninista. Las tesis marxistas que tanto él como su esposa, hija de Karl Marx, defendían encontraron apoyo entre el grupo vinculado al diario La Emancipación formado por José Mesa, Francisco Mora Méndez y Pablo Iglesias que empezó a publicar artículos defendiéndolas. Esto provocó que fueran expulsados de la Federación madrileña en la que los aliancistas encabezados por Tomás González Morago tenía la mayoría, aunque el Consejo federal anuló la decisión hasta que se reuniera el Congreso de Zaragoza que se iba a celebrar al mes siguiente. A los miembros del grupo expulsado comenzó a llamárseles «autoritarios», mientras que los que defendían las posiciones bakuninistas se llamaron a sí mismos «antiautoritarios».
En el Congreso de Zaragoza se acordó dejar sin efecto la expulsión del grupo marxista pero en el mismo volvieron a triunfar las tesis bakuninistas y se eligió un nuevo Consejo de mayoría aliancista, por lo que cuando en junio surgió un nuevo conflicto entre «autoritarios» y «antiautoritarios» los primeros fueron de nuevo expulsados y esta vez el Consejo Federal no intervino..

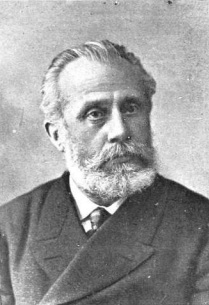
Pablo Iglesias, uno de los fundadores de la Nueva Federación Madrileña, a principios del.

Los nueve expulsados (Francisco Mora, Ángel Mora, Pablo Iglesias, Valentín Sáez, José Mesa, Victós Pagés, Hipólito Pauly, Inocente Calleja y Luis Cantillón), junto con cinco afiliados más, constituyeron el 8 de julio la Nueva Federación Madrileña, que fue reconocida como miembro de la AIT por el Consejo General de Londres a pesar de la oposición de la Federación Regional Española. Sin embargo, la escisión marxista de la FRE-AIT solo fue seguida por una docena de federaciones locales, integradas por cerca de 200 militantes, mientras que el resto de federaciones, unas 150 con 15.000 afiliados, se mantuvieron fieles a la línea "apolítica" bakuninista.
Los cuatro representantes de la FRE que acudieron al Congreso de La Haya celebrado a principios de septiembre de 1872 eran aliancistas mientras que en nombre de la Nueva Federación Madrileña fueron Paul Lafargue —que ya no volvería a España— y el director de La Emancipación, José Mesa. En el Congreso se ratificaron por amplia mayoría las tesis marxistas pero los cuatro delegados de la FRE se alinearon con los bakuninistas por lo que cuando el Congreso decidió expulsar de la Internacional a Bakunin y a su aliado suizo James Guillaume por no haber disuelto la Alianza Internacional de la Democracia Socialista firmaron junto con otros delegados un manifiesto mostrando su disconformidad. Todos ellos decidieron reunirse en Saint-Imier (Suiza]) para celebrar un Congreso aparte que supuso la ruptura de la Primera Internacional.
Al Congreso de Córdoba, celebrado entre el 25 de diciembre de 1872 y el 3 de enero de 1873, ya no asistieron ni la «autoritaria» Nueva Federación Madrileña ni las federaciones vinculadas a ella como las de Lérida y Zaragoza y en el mismo se rechazaron las resoluciones «autoritarias» del Congreso de La Haya y se aprobaron las «antiautoritarias» del Congreso de Saint-Imier, alineándose la FRE con la nueva Internacional anarquista. En coherencia con su proclamado «antiautoritarismo», se decidió suprimir el Consejo Federal y sustituirlo por una Comisión de correspondencia y estadística con sede en Alcoy.
Por su parte los expulsados de la Nueva Federación Madrileña celebraron un Congreso en Toledo el 25 de marzo de 1873 para constituir la Nueva Federación Española, junto con otras once «nuevas» federaciones locales aunque sólo asistieron delegados de cuatro de ellas. Al mes siguiente tuvo que cerrar el periódico La Emancipación por falta de recursos y de lectores, y la Nueva Federación Madrileña acabó disolviéndose poco después.

### La FRE-AIT durante la Primera República: la «revolució del petroli» de Alcoy (1873)
La primera reacción de la Internacional a la proclamación de la Primera República Española el 11 de febrero de 1873 se produjo en Barcelona donde dos días después se convocó un mitin en la plaza de Cataluña, que reunió a unas 10.000 personas, hombres y mujeres. Según la crónica del periódico federal La Independencia: «pronunciáronse discursos, modelos de buen sentido y de rectitud de intentos, aconsejándose el orden, admitiéndose la forma republicana federal como la solución que más puede favorecer el legal desarrollo de los problemas socialistas»; se habló de mantener el «orden republicano contra la agresión reaccionaria, pidiéndose al efecto armas al gobierno».
Pero la reacción de la Comisión Federal de la FRE-AIT fue bien diferente pues el 24 de febrero calificó a la República como «el último baluarte de la burguesía» y añadió que «el triunfo de la anarquía y del colectivismo» «sólo lo conseguiremos por medio de la solidaridad en la acción revolucionaria». En las elecciones a Cortes Constituyentes de mayo la Comisión de la Internacional volvió a insistir en la necesidad de «abstenerse de toda política»..
Las elecciones las ganaron los republicanos federales y tras la proclamación de la República Federal Francesc Pi i Margall formó un gobierno que en su programa llevaba una ley de Jurados mixtos —que fue la primera de todo el mundo— y otra sobre protección del trabajo de los menores de 16 años. Una semana después, el 19 de junio, la Internacional organizaba en Barcelona una gran manifestación a favor de la autonomía del Municipio en la que también participaron republicanos federales «intransigentes» y que dio lugar a la constitución de un Comité de Salud Pública —los manifestantes invadieron el Ayuntamiento al grito de ¡viva la República social y el municipio comunalista!— , pero que fue disuelto al día siguiente por las milicias de los «Voluntarios de la libertad». El 30 de junio un acontecimiento similar se produjo en Málaga donde también se formó un «Comité de Seguridad Pública», aunque en él solo había un internacionalista. Para hacer frente a la situación Pi i Margall remodeló su gobierno y suspendió las garantías constitucionales. Poco después, el 14 de julio, se iniciaría la rebelión cantonal y la sustitución de Pi i Margall por Nicolás Salmerón.

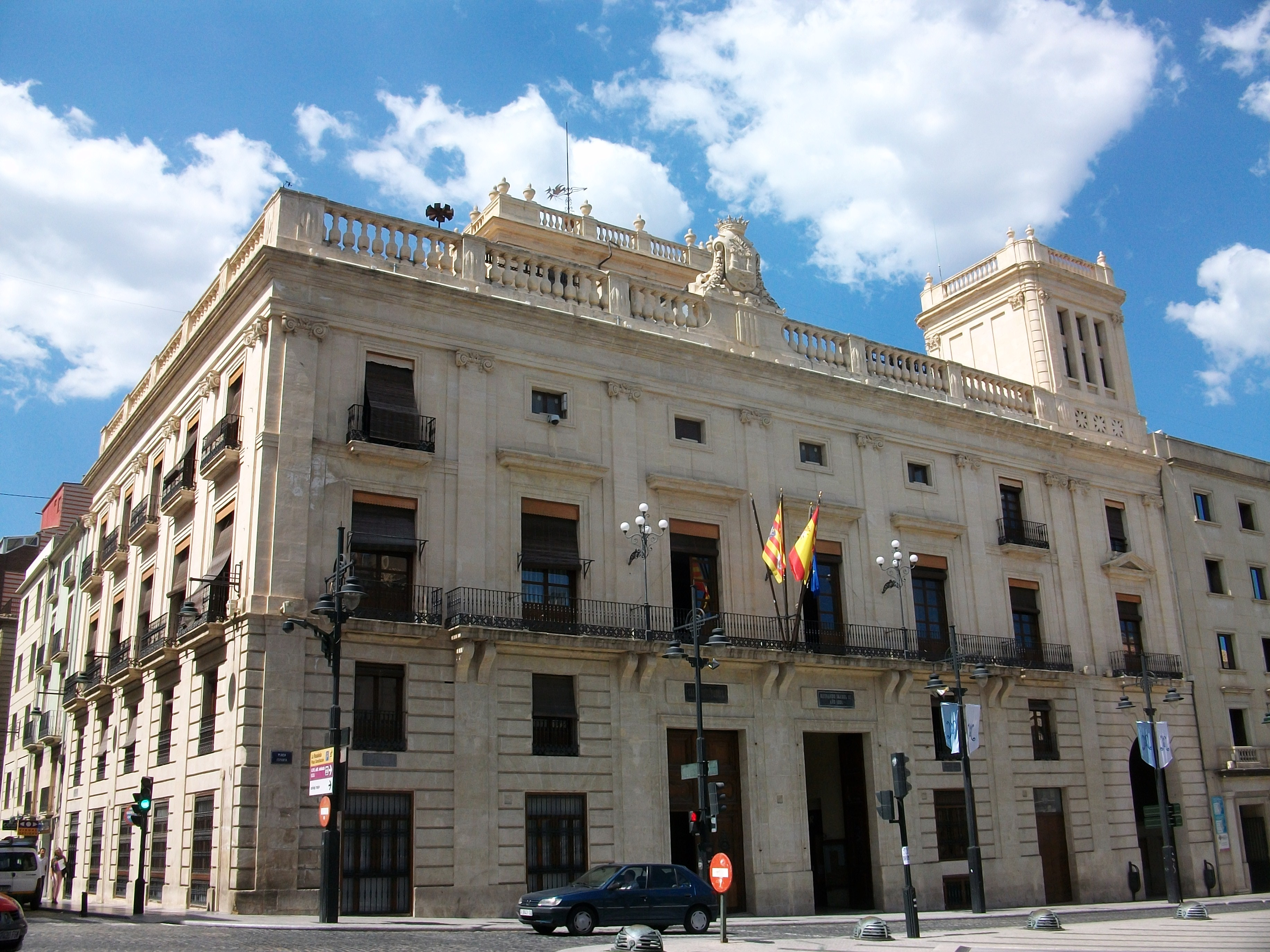
Edificio del Ayuntamiento de Alcoy, incendiado durante la Revolució del petroli

Sin embargo, seis días antes de la proclamación el Cantón Murciano en Cartagena, hubo una rebelión que fue protagonizada por los internacionalistas: la «Revolució del petroli» de Alcoy. El 8 de julio comenzó una huelga general decidida el día anterior en una asamblea de los obreros de la localidad para conseguir el aumento de los salarios y la reducción de la jornada laboral, y que fue apoyada por la Comisión de la Internacional que tenía su sede allí. El día 9 los fabricantes rechazaron las reivindicaciones obreras, encontrando el apoyo del alcalde, el republicano Agustí Albors. Entonces los obreros exigieron la dimisión del alcalde y su sustitución por una junta revolucionaria. Cuando estaban reunidos en la plaza de la República los guardias dispararon contra ellos para que se disolvieran. Los trabajadores respondieron tomando las armas y haciéndose dueños de las calles. Detuvieron a algunos propietarios e incendiaron algunas fábricas. El alcalde Albors y 32 guardias se hicieron fuertes en el Ayuntamiento y en otros lugares estratégicos esperando la llegada de los refuerzos que habían pedido al Gobierno, pero finalmente tuvieron que capitular, muriendo el alcalde Albors en la refriega,—aunque más adelante se diría que su muerte fue causada por las «atrocidades de los revolucionarios»—. Se formó entonces un Comité de Salud Pública presidido por Severino Albarracín, miembro de la Comisión de la Internacional, que detentó el poder durante tres días hasta que el 13 de julio las tropas enviadas por el gobierno entraron en la ciudad sin encontrar resistencia. La Comisión de la Internacional huyó de Alcoy y se refugió en Madrid.
Coincidiendo con la revolución del petroli en Barcelona hubo un conato de rebelión protagonizado también por los internacionalistas. La derrota a manos de los carlistas de una columna republicana al mando del brigadier Josep Cabrinetty en Alpens, provocó una gran agitación en Barcelona —muchos obreros, incluidos los internacionalistas, se alistaron en las milicias, entre ellos Josep Llunas—. El sábado 12 de julio la sociedad de las Tres Clases del Vapor organizó una huelga como protesta ante la lentitud de las autoridades para hacer frente a los carlistas y la Federación de Barcelona de la FRE-AIT celebró ese mismo día un mitin en la plaza de Cataluña. Parte de los reunidos se dirigieron a la plaza de San Jaime, pidiendo armas para el pueblo, y vitoreando a la Internacional, a «Las Tres Clases del Vapor» y a «la República Federal de Gracia». El lunes siguiente se declaró la huelga general en Barcelona y pueblos cercanos. En el manifiesto que hicieron público las comisiones obreras convocantes, además de advertir del peligro carlista, se hizo un llamamiento a participar en las elecciones municipales y a favor de la república democrática federal, lo que contradecía la postura «antipolítica» de la Comisión de la Internacional.
Por la tarde del lunes 14 de julio se celebró un nuevo mitin en la plaza de Cataluña en el que las comisiones obreras comunicaron que habían acordado volver al trabajo al día siguiente pero que reanudarían la huelga «desde el instante que existiese el convencimiento de que el gobierno no obraba en el sentido que desea la clase obrera». Sin embargo, la crisis se agravó cuando el 18 de julio se conoció que los carlistas habían ocupado Igualada donde habían incendiado el Ateneo Igualadino de la Clase Obrera. Se formó entonces una Junta de Salvación y Defensa de Cataluña, formada por las autoridades locales y por diputados a Cortes, y que formó una milicia para ir a combatir a los carlistas, a la que se alistaron muchos obreros. Superada la crítica situación la Junta se disolvió una semana después.
El 14 de julio, el mismo día de la huelga general de Barcelona, se iniciaba en Cartagena la revolución cantonal. Se ha discutido mucho sobre el grado de participación en la misma de la FRE-AIT, pero hoy parece claro que los dirigentes de la Internacional no intervinieron en la rebelión cantonalista y que el único lugar donde los "internacionalistas" tomaron la iniciativa, además de la revolució del petroli de Alcoy, fue en San Lúcar de Barrameda —allí se formó una junta que en realidad era el Consejo de la sección local de la Internacional, tras la clausura del local social por orden de las autoridades—. En una carta del 15 de septiembre Francisco Tomás Oliver, miembro de la Comisión federal, diferenciaba la insurrección de Alcoy, «un movimiento puramente obrero, socialista revolucionario», de la rebelión cantonal, un movimiento «puramente político y burgués», y afirmaba que «Sevilla y Valencia son las únicas dos ciudades en que se han batido los internacionales», aunque reconocía que habían tomado «una parte muy activa en los acontecimientos» en otras localidades, como Cádiz, Granada, Jerez de la Frontera, San Fernando, Carmona, Lebrija, Paradas, Chipiona y San Lúcar de Barrameda, pero que luego habían sido «abandonados por los farsantes». La consecuencia fue que la represión también se abatió sobre los internacionalistas, especialmente tras la formación del gobierno de Emilio Castelar quien a principios de septiembre de 1873 sustituyó a Salmerón.

### La FRE-AIT en la clandestinidad (1874-1881)
Para hacer frente a la represión ordenada por el gobierno de Castelar, la Comisión recomendó a las Federaciones que se organizaran en secreto y que pidieran a los ayuntamientos que aprobaran el establecimiento de un ateneo, de una escuela o de una sociedad de ayuda mutua que sirviera «de pantalla» para poder continuar actuando «dentro de la ley o fuera de ella». «De este modo, para la autoridad seréis un Ateneo y para nosotros la Federación local». Además la Comisión consideró legítimo el uso de la violencia —de «represalias»— contra patronos y «traidores« a la organización obrera con lo que dio las primeras señales de estar aceptando las tesis nihilistas.
Tras el triunfo del golpe de Pavía y cuando estaba a punto de caer Cartagena, último reducto de la rebelión cantonal, el gobierno del general Serrano decretó el 10 de enero de 1874 la disolución de la Internacional en España «considerando que los principios sostenidos y puestos en práctica por la Asociación Internacional de Trabajadores se oponen al derecho, a la moral y a la libertad de trabajo…». Sus locales fueron ocupados rápidamente por la Guardia Civil y su prensa clausurada.
Inmediatamente la Comisión Federal acordó una serie de medidas para mantener la actividad de la FRE-AIT en la clandestinidad recomendando a las federaciones poner «en lugar seguro los documentos y objetos de importancia» y reiterando la necesidad de dividir las secciones en grupos pequeños y secretos, y sin descartar el uso de la violencia en vista de que las instituciones burguesas «se sostienen por la fuerza, sólo por la fuerza pueden ser derribadas». Así las Federaciones deberían «organizar todos los grupos revolucionarios que les sea posible, a fin de estar apercibidos y dispuestos para la acción revolucionario-socialista del proletariado». «La guerra social, la guerra de clases, la guerra entre pobres y ricos tantas veces provocada por la burguesía, no debe arredrarnos en lo más mínimo, porque tenemos la seguridad de que la Razón y la Justicia están con nosotros, y que el triunfo será de los hijos del Trabajo».
A pesar de las dificultades impuestas por la ilegalización la FRE-AIT celebró entre el 21 y el 27 de junio un Congreso secreto en Madrid (el IV de su historia) donde se acordó que ya no se celebrarían más congresos generales de la FRE-AIT, siendo sustituidos por conferencias «comarcales» secretas. Además se optó por la vía insurreccionalista y se empezó «a dar alas al nihilismo (represalias personales, incendios de la propiedad) que poco después iba a alcanzar grandes vuelos, especialmente en Andalucía». Tres meses después la FRE-AIT logró enviar a Rafael Farga Pellicer al Congreso de Bruselas de la Internacional de Saint-Imier.

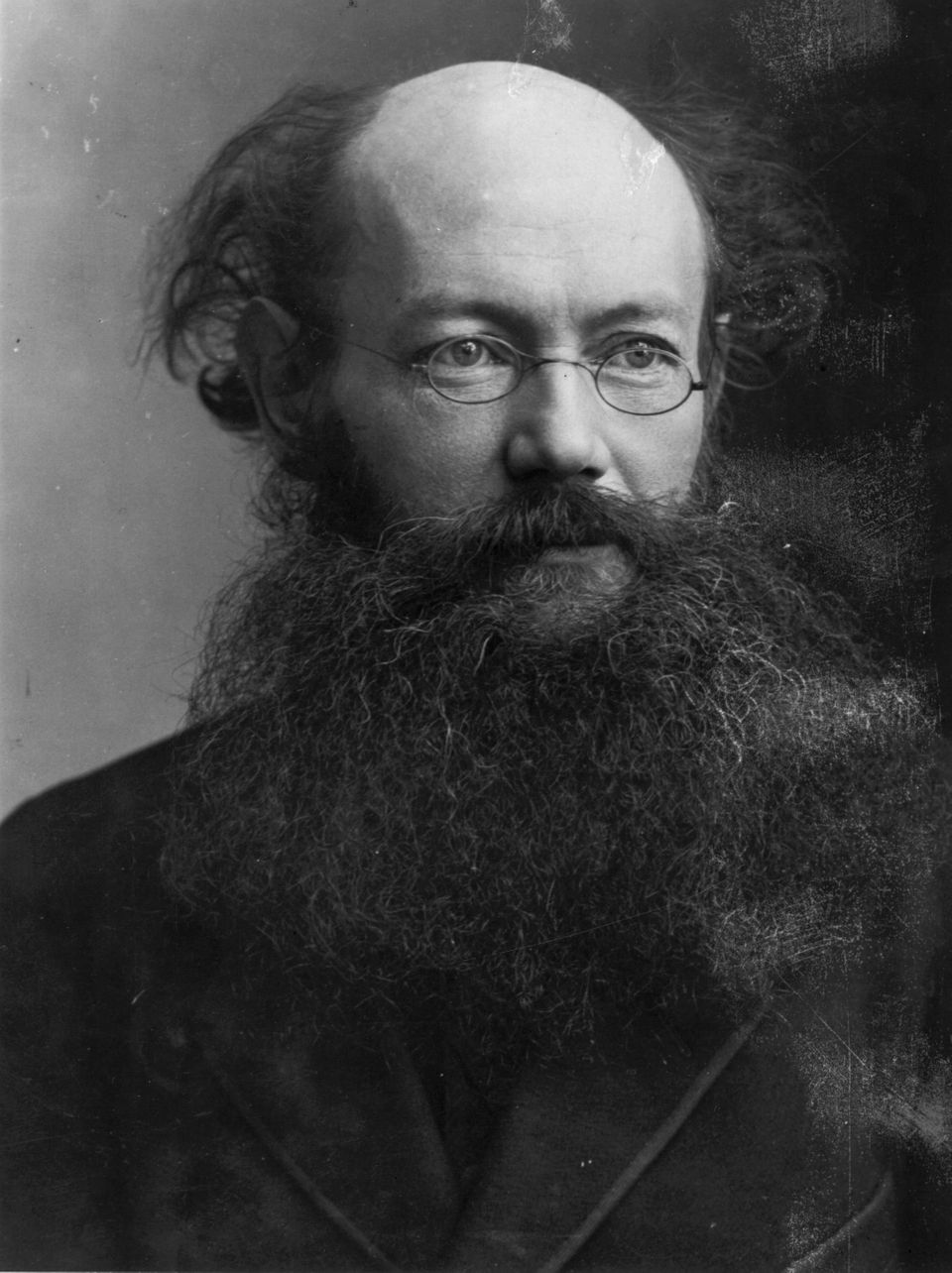
El padre del anarcocomunismo Kropotkin, que estuvo en España en 1878.

Según Clara Lida, la celebración del Congreso de Madrid y la participación en el Congreso de Bruselas constituyen una prueba de la capacidad de la FRE para desarrollar en circunstancias tan adversas «originales patrones clandestinos de organización, de propaganda y de resistencia» —otra prueba sería la prensa clandestina, «cuya abundancia y aparición en coyunturas tan poco propicias no deja de sorprender»—. Además consiguió mantener el contacto con los internacionalistas europeos «por medio de viajes, correspondencia, presencia en o adhesiones a reuniones secretas», y enviar delegados a todos los Congresos de la Internacional anarquista.
Así dos destacados anarquistas estuvieron en España durante ese tiempo, Errico Malatesta quien en 1875 visitó Barcelona, Cádiz y Madrid, y Kropotkin, el padre del anarcocomunismo, quien estuvo en Barcelona en 1878.
Durante la clandestinidad la Comisión tuvo muchas dificultades para mantener activa la FRE-AIT que fue perdiendo año tras año afiliados hasta que en 1880 las conferencias «comarcales» solo consiguieron reunir a representantes de 37 federaciones locales —únicamente de Cataluña y de Andalucía—, que sumarían unos 3.000 afiliados. Esta decadencia coincidió con la crisis de la Internacional anarquista a la que la FRE-AIT estaba adherida, lo que favoreció el creciente predominio de las posturas radicales. En 1875 se propuso la organización de «grupos de acción» y «grupos de vigilancia y propaganda revolucionaria»  y «proporcionarse recursos, armas, municiones y hacer represalias». Además se acordó que la Comisión solo apoyaría las huelgas «que tengan por objeto el fomento de la organización de la acción revolucionaria». Las principales federaciones partidarias del recurso a la violencia fueron las andaluzas —la conferencia comarcal de Andalucía occidental de 1878 votó por unanimidad «la propaganda por los hechos y las represalias»— mientras que las catalanas, de acuerdo con su tradición societaria, se oponían y proponían desarrollar la acción sindical.

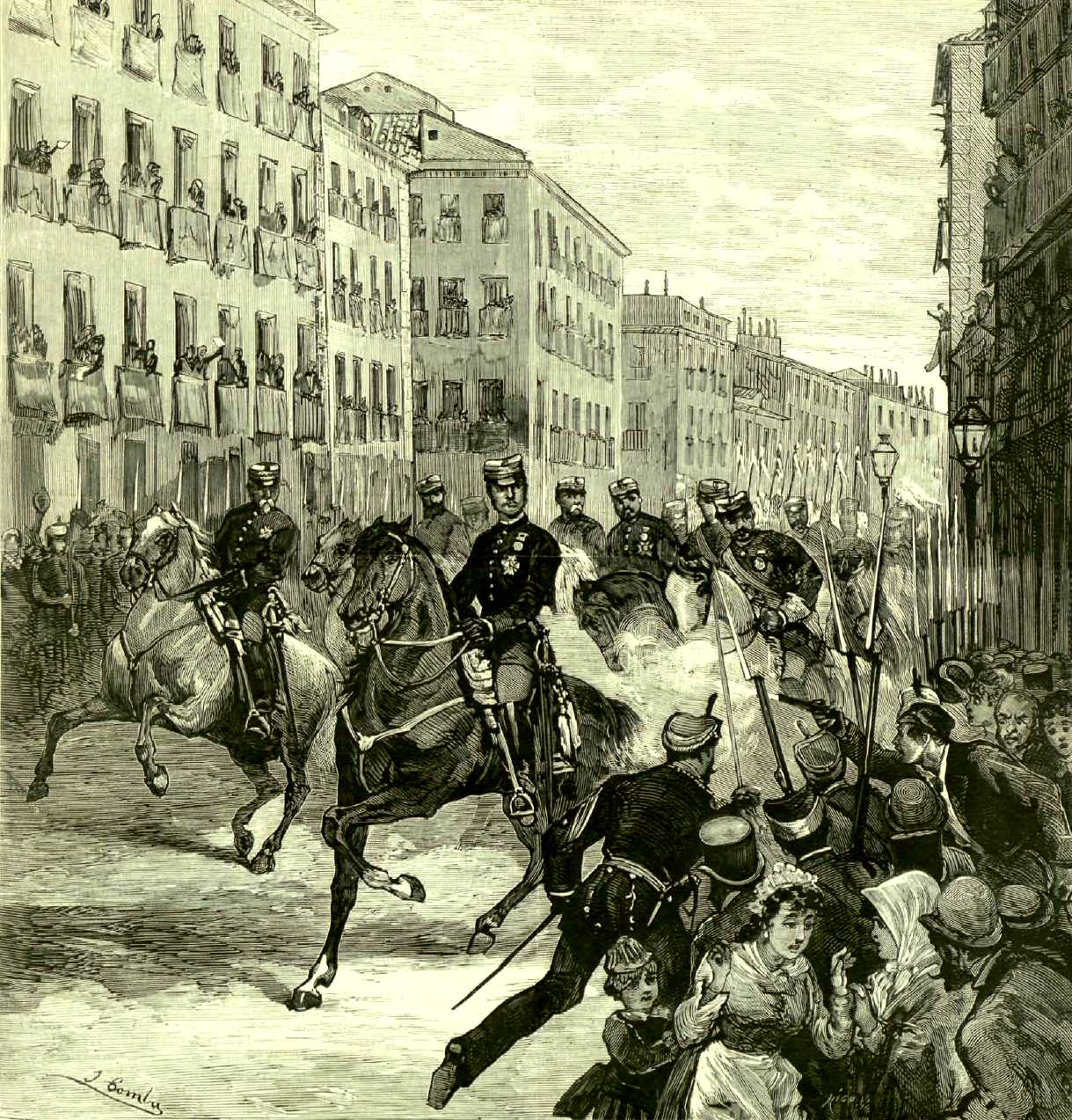
Grabado de la época que reproduce el momento en que el obrero anarquista Juan Oliva Moncasi dispara contra el rey Alfonso XII de España el 25 de octubre de 1878.

Según Josep Termes, la radicalización no sólo se debió al «obligado abandono de la lucha societaria, cotidiana y laboralista» a causa de la prohibición de la Internacional que estuvo acompañada de una fuerte represión, sino también a la evolución del movimiento anarquista hacia posiciones favorables al uso de la violencia por influencia del populismo y del nihilismo rusos, y que se concretaron en el Congreso de Verviers de 1877 con la aprobación de la política de la «propaganda por el hecho» —que también fue apoyada por los delegados de la FRE—. En España el primer intento de magnicidio fue el frustrado atentado contra el rey Alfonso XII perpetrado en Madrid por el joven obrero tonelero catalán Joan Oliva Moncasi el 25 de octubre de 1878 —el periódico anarquista publicado en Suiza L'Avant Garde, en el que colaboraba Kropotkin, alabó su valentía y el «gran servicio a la revolución»—. El 30 de diciembre del año siguiente hubo un segundo intento de asesinar al rey por parte de un joven obrero gallego llamado Francisco Otero.
En el Congreso de Verviers de 1877 surgió por primera vez el debate entre el anarcocolectivismo, la doctrina dominante hasta entonces en el movimiento anarquista —y que se basaba en los escritos de Bakunin, que había muerto el año anterior—, y el anarcocomunismo defendido por una nueva generación anarquista entre los que se encontraban el ruso exiliado en Suiza Piotr Kropotkin, el italiano Errico Malatesta o el francés Élisée Reclus. Tras un intenso debate se acordó que cada Federación Regional decidiera que opción seguía. La FRE en su conjunto siguió fiel al anarcocolectivismo, pero entre determinadas federaciones y secciones, especialmente en Andalucía, empezó a propagarse el anarcocomunismo.
Por su parte los marxistas de la Nueva Federación Madrileña utilizaron como cobertura legal la Asociación del Arte de Imprimir, una imprenta cooperativa fundada en 1871, a la que en marzo de 1873 se había unido Pablo Iglesias. Este en mayo de 1874 fue elegido presidente al frente de una directiva totalmente renovada de la que formaban parte varios internacionalistas. A partir de entonces la Asociación se convirtió en una sociedad de resistencia, aunque eso supuso el abandono de la misma por parte de algunos de los asociados, hasta quedar reducidos a 194 a finales de año.
José Mesa que tras la desaparición del periódico La Emancipación se había trasladado a París fue el enlace con los grupos marxistas europeos. Además de visitar en Londres a Marx y a Engels, y de retomar la relación con Paul Lafargue, Mesa trabó una estrecha amistad con el marxista francés Jules Guesde, cuya interpretación esquemática de la doctrina marxista —conocida precisamente como «guesdismo»— trasladará al grupo de Madrid. Fue Mesa el que les comunicó la idea de Marx y Engels de que fundaran un partido socialista. Aunque al principio hubo reticencias por considerarlo precipitado, el grupo de la Asociación del Arte de Imprimir constituyó el Partido Socialista Obrero en una reunión que celebró en una fonda madrileña de la calle de Tetuán el 2 de mayo de 1879. El 20 de julio se celebró la primera asamblea del nuevo partido en una taberna de la calle Visitación en laque se eligió a su primera Comisión Ejecutiva —Pablo Iglesias, secretario; Inocente Calleja, tesorero; Alejandro Ocina, contador; y Alejandro Calderón y Gonzalo Zubiarre, vocales— y aprobó el «Manifiesto Programa». En este documento se decía:

[…] El Partido Democrático Socialista Obrero Español declara que su aspiración es: la abolición de las clases, o sea la emancipación completa de los trabajadores; la transformación de la propiedad individual en propiedad social o de la sociedad entera; la posesión del Poder político por la clase trabajadora.

## La Federación de Trabajadores de la Región Española (1881-1888)

### La disolución de la FRE y el nacimiento de la FTRE (1881-1882)

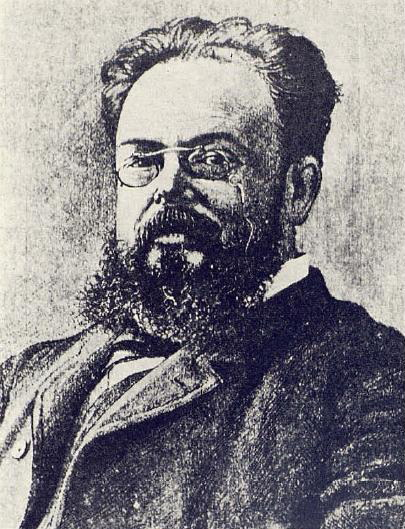
Rafael Farga Pellicer.

A principios de 1881 el nuevo gobierno liberal presidido por Práxedes Mateo Sagasta prometió el reconocimiento de la libertad de asociación por lo que un grupo anarcosindicalista catalán dirigido por Josep Llunas i Pujals, Rafael Farga Pellicer, Antoni Pellicer i Paraire y Eudald Canivell i Masbernat se propusieron poner fin al periodo de clandestinidad para lo que era necesario cambiar la política ilegalista de la Comisión Federal.
Con ese propósito convocaron una Conferencia Regional Extraordinaria que se celebró del 6 al 9 de febrero de 1881 en Gracia que aprobó la destitución de la Comisión —integrada por Anselmo Lorenzo, José García Viñas, Trinidad Soriano, Nacher, y González Morago— y su sustitución por otra nueva formada por los dirigentes catalanes, más el albañil mallorquín Francisco Tomás Oliver. Como ha destacado Josep Termes, «acababa aquí, pues, la historia de la Federación Regional española de la AIT, para dar paso a la reconstrucción de un movimiento sindical potente, cosa que hicieron los mismos hombres de la Alianza, los anarcosindicalistas barceloneses, obreros de oficio, que se imponían a los anarquistas insurreccionalistas poco proclives a la acción sindical pública». Casi simultáneamente a la celebración de la Conferencia Extraordinaria el gobierno liberal de Práxedes Mateo Sagasta aprobaba la libertad de asociación.
El 10 de julio unas cincuenta sociedades obreras de Cataluña hicieron público un manifiesto, probablemente escrito por Farga Pellicer, en el que convocaban un congreso obrero de la Región Española en Barcelona para finales de septiembre. Pronto se adhirieron a la propuesta los «obreros colectivistas» de veintidós localidades del resto de España.
El Congreso, que se celebró entre el 24 y el 25 de septiembre de 1881 en el Teatro Circo de Barcelona de la calle Montserrat, el mismo lugar donde se había celebrado el Congreso Obrero de Barcelona de 1870, acordó fundar la nueva Federación de Trabajadores de la Región Española amoldándose a la legalidad al suprimir la palabra «internacional», una de las razones que había motivado la prohibición de su antecesora la FRE-AIT. En el Manifiesto a los trabajadores de la Región Española aprobado en el Congreso, y del que se editaron 28.500 ejemplares, se reafirmó el antipoliticismo y el anarcocoletivismo.
Un año después de su fundación la FTRE ya contaba con unos 60.000 afiliados, lo que como ha destacado Clara Lida no deja de ser sorprendente ya que tras casi diez años de persecución y de clandestinidad el movimiento anarquista español lejos de desaparecer había resurgido con tanta fuerza, pasando de 30.000 afiliados en 1873, a 60.000 en 1882. Lida ha destacado también que el «perfil» de la nueva FTRE era muy distinto del de la FRE-AIT de ocho años antes. «A diferencia de 1873, cuando predominaban las zonas manufactureras, industriales y urbanas de Barcelona, Valencia (incluyendo Alicante) y Madrid, el perfil de los nuevos militantes en 1882 era fuertemente andaluz, con gran peso de las organizaciones agrarias que durante una década se habían aglutinado en la Unión de Trabajadores del Campo (UTC), específicamente orientada a organizar al proletariado agrícola dentro de la Federación española».
Entre el 24 y el 26 de septiembre de 1882 se celebró en Sevilla el II Congreso de la FTRE en el que se enfrentaron por primera vez los anarcocolectivistas y «legalistas», encabezados por el catalán Josep Llunas y el gallego Ricardo Mella, y los anarcocomunistas e insurreccionalistas, encabezados por el andaluz Miguel Rubio. «Mientras unos, sobre todo los sindicalistas catalanes, querían un movimiento público que estructurase un obrerismo lo más masivo posible y legal, otros, sobre todo en Andalucía, deseaban que mantuviera su carácter secreto y revolucionario, y estuviera dispuesto a practicar la propaganda por el hecho. La conflictividad en el campo andaluz pondría a prueba las tensiones y diferencias entre ambos modelos». Triunfaron las tesis moderadas anarcocolectivistas y legalistas, pero la unanimidad en el seno de la FTRE no era tal, como lo demostró que los ilegalistas poco después de la celebración del Congreso de Sevilla constituyeran una nueva federación bajo el nombre de Los Desheredados. En su órgano de prensa La Revolución Social denunciaron años después que la Comisión federal no había difundido el acuerdo del Congreso de Londres de 1881 sobre la «propaganda por el hecho». Y por otro lado tampoco estaba claro que las autoridades y los patronos fueran a tolerar la existencia de una organización anarquista que propugnaba la revolución social.

### El episodio de la «Mano Negra» y la crisis de la FTRE (1882-1883)
A principios de noviembre de 1882 el coronel jefe de la Guardia Civil en Andalucía Occidental envió al gobierno una copia del «reglamento» de una organización secreta llamada «la Mano Negra» que había encontrado y por el que se regían «los socialistas» de la región que según el informe que lo acompañaba constituía la prueba de que esa organización secreta estaba detrás de los «incendios, talas de montes y arbolados, heridas o asesinatos» que se estaban produciendo en aquellos meses. El gobierno decidió enviar refuerzos a la provincia de Cádiz y el 21 de noviembre llegó a Jerez un grupo de 90 guardias civiles al mando del capitán José Oliver y Vidal que inmediatamente, con la ayuda del jefe de la guardia municipal de Jerez, Tomás Pérez Monforte, procedió a detener a cientos de jornaleros y de afiliados de la FTRE, supuestos integrantes de la misteriosa Mano Negra. En pocas semanas había más de 3.000 jornaleros y anarquistas encarcelados —Josep Termes da una cifra muy superior: 2.000 en Cádiz y 3.000 en Jerez—. Como ha señalado Avilés Farré, «en la mayoría de los casos el motivo por el que se les detenía no era la pertenencia a la Mano Negra, sino a la Federación de Trabajadores». El órgano de la FTRE Revista Social protestó por las detenciones indiscriminadas de afiliados de la organización.

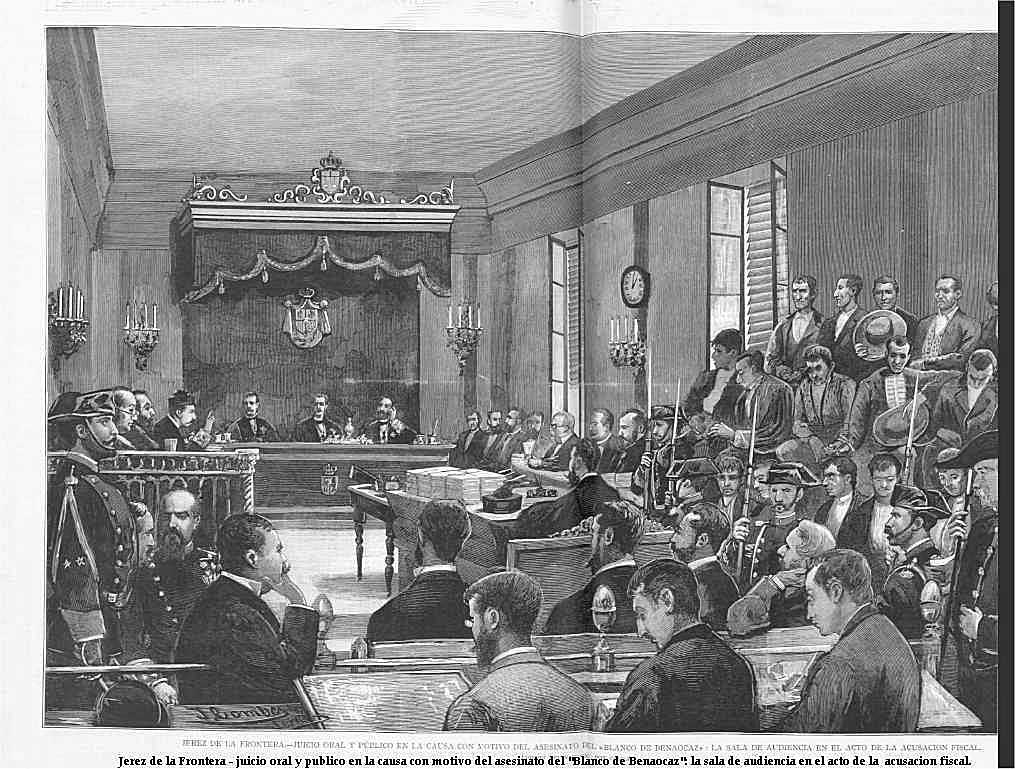
Juicio celebrado en 1883 en Jerez de la Frontera por el asesinato del Blanco de Benaocaz.

La prensa, tanto la de Cádiz como la de Madrid, se ocupó del asunto sin poner en duda la existencia de la Mano Negra y creando una atmósfera de miedo a base de artículos sensacionalistas sobre la «abominable asociación», «aborto de la demencia y el crimen». Se centró en los tres crímenes de los que se acusaba a la Mano Negra. El 4 de diciembre, dos días después de la primera oleada de detenciones ordenada por el capitán Oliver, fueron asesinados un matrimonio de venteros en el camino de Trebujena, cerca de Jerez de la Frontera. Dos meses más tarde, el 4 de febrero, se encontraba en el término de lo que hoy es el municipio de San José del Valle, cerca de Jerez, el cadáver, sepultado en campo abierto, de un joven campesino, llamado Bartolomé Gago, más conocido como «El Blanco de Benaocaz», que después se supo que había sido asesinado el mismo día que los venteros. Fue conocido como el crimen de la Parrilla. Casi al mismo tiempo trascendió que la muerte del joven guarda de un rancho llamado Fernando Olivera, ocurrida en agosto de 1882, no había sido un accidente, sino que había sido causada por los fuertes golpes que había recibido en el vientre. En febrero de 1883 el gobierno envió un juez especial a Jerez para que investigara los hechos. Y el asunto también llegó a las Cortes donde se debatió el 28 de febrero.
El gobierno apoyado por los propietarios y por la prensa —aunque hubo excepciones como el diario El Liberal— identificó la Mano Negra con la FTRE con un doble propósito, según Clara Lida: «en primer lugar, frenar drásticamente la creciente fuerza de la Internacional en España. El segundo objetivo era más local: se trataba de imposibilitar la organización de los trabajadores del campo e impedir que una huelga agraria obstaculizara recoger la cosecha». El Comité federal de la FTRE, que ya había reiterado que la propaganda no se podía realizar «ni por el robo, ni por el secuestro, ni por el asesinato», replicó que no tenía ninguna relación con la Mano Negra, «ni con ninguna asociación secreta que tenga por objeto perpetrar delitos del derecho común, rehusando toda solidaridad con los que han cometido o puedan cometer hechos criminales». También volvió a condenar el ilegalismo, con lo que se ahondaron «aún más las diferencias entre el núcleo anarcosindicalista catalán y los ilegalistas andaluces, así como los que empezaban a nacer en Barcelona y alrededores, sobre todo en Gracia, proclives también a la acción directa».
Por el crimen de la Parrilla el 18 de junio de 1883 el tribunal de Jerez condenó a muerte a siete personas y a otras ocho a diecisiete años y cuatro meses de prisión. Dos de los acusados resultaron absueltos. Pero el fiscal recurrió la sentencia al Tribunal Supremo que en abril de 1884 los condenó a todos, menos a uno, a la pena capital. Nueve vieron conmutada la pena de muerte por la de prisión pero siete fueron ejecutados mediante garrote vil el 14 de junio de 1884 en Jerez —entre ellos el maestro de escuela Juan Ruiz—. En cuanto al crimen de los venteros, cuatro personas fueron condenadas a muerte, pero no fueron ejecutadas. Por el tercer crimen, el de Fernando Oliveira, fueron juzgadas dos personas, y una de ellas fue condenada a una larga pena de prisión.
El III Congreso de la FTRE celebrado en Valencia del 4 al de octubre de 1883, acusó el impacto del asunto de la «Mano Negra» pues asistieron menos delegados y federaciones que al anterior celebrado en Sevilla (152 delegados representando a 88 Federaciones locales; no se dieron los datos del total de afiliados). Sobre la «Mano Negra» el Congreso protestó por la confusión de «nuestra organización pública, legal y revolucionaria, con otras facciones de objetivos censurables» y volvió a rechazar toda solidaridad con quienes organicen «la perpetración de delitos comunes», acordando también «disolver la Federación si no puede actuar tranquilamente en la legalidad». El Manifiesto del Congreso concluía: «Para redimirse, el proletariado, necesita ser, además de inteligente, honrado, y honrado a toda prueba».

### La decadencia y la disolución final de la FTRE (1883-1888)

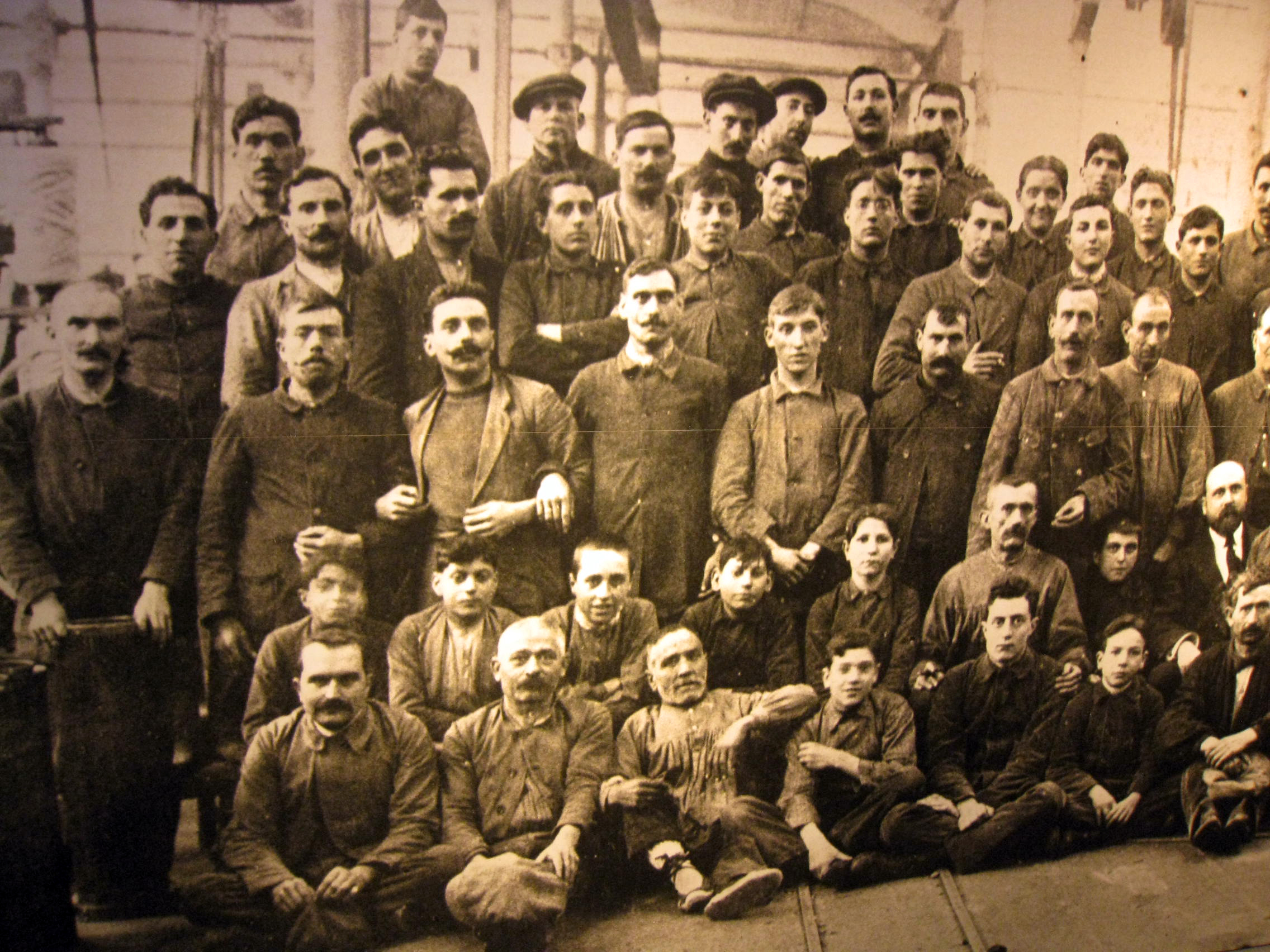
Trabajadores de una fábrica textil catalana

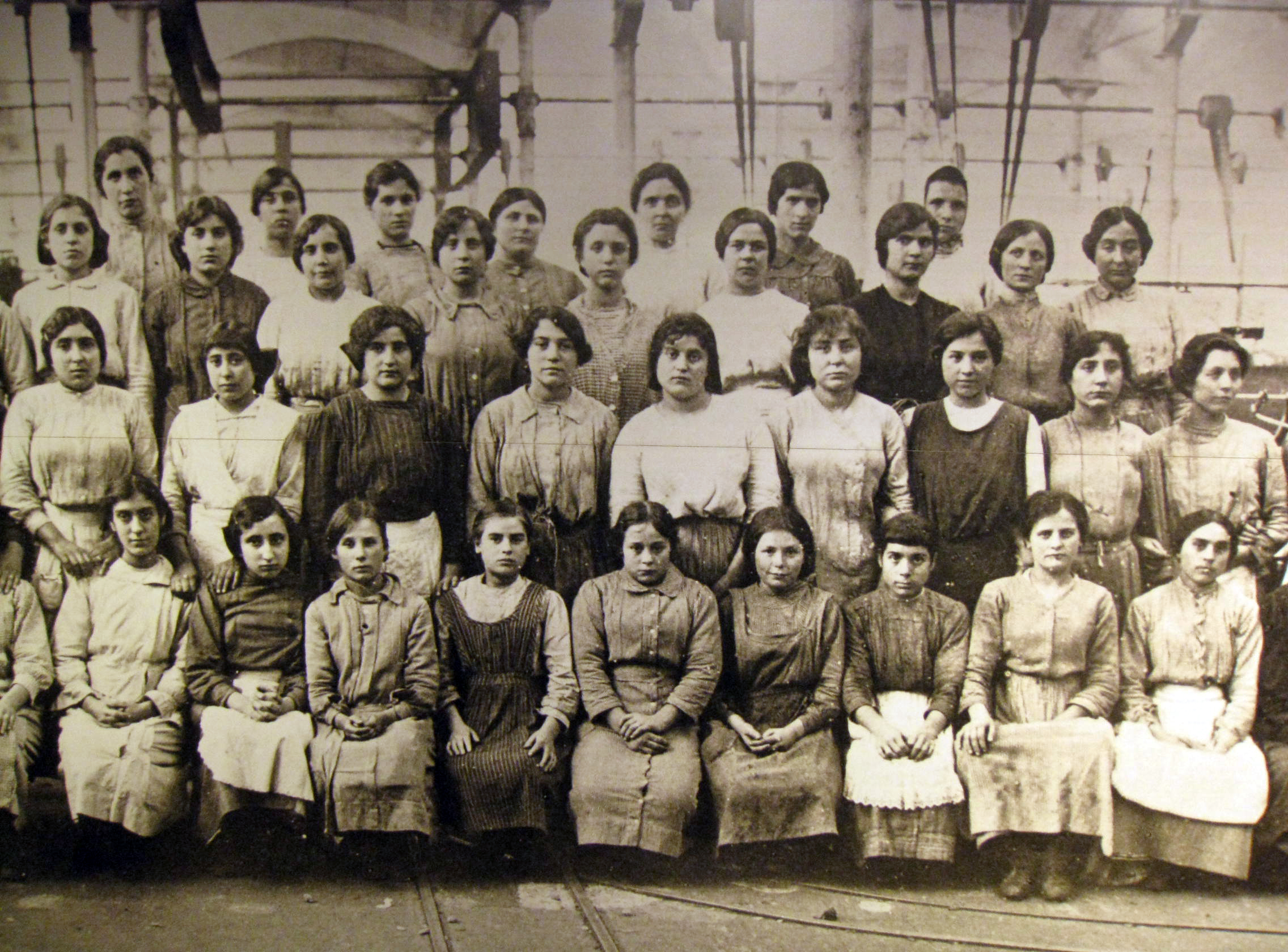
Trabajadoras de la misma fábrica

La decadencia de la FTRE iniciada en el Congreso de Valencia, se acentuó en los años siguientes. Al «Congreso Cosmopolita» reunido en Barcelona en septiembre de 1884 solo asistieron 64 delegados, mientras que el grupo anarcocomunista andaluz de «Los Desheredados» celebraba otro en Sevilla tres meses después, al que asistieron 34 entidades, de las que 25 eran de Andalucía. El Congreso de 1885 fue un completo fracaso y al celebrado el Madrid entre el 15 y el 17 de mayo de 1887 solo asistieron 16 delegados.
Entre el 18 al 20 de mayo de 1888 se celebró en Barcelona un Congreso ampliado al que no asistieron las federaciones andaluzas ya decantadas por el anarcocomunismto y por el ilegalismo. Los delegados, en su inmensa mayoría catalanes, y el Comité federal decidieron crear la Federación Española de Resistencia al Capital, más conocida con el nombre de «Pacto de Unión y Solidaridad», cuyo propósito era «reunir en una acción común la fuerza resistente del proletariado español para dirigirla contra el capitalismo imperante…». Para ello se aprobó el «apoyo incondicional a toda huelga promovida por los trabajadores para poner a salvo su dignidad ultrajada o para mejorar sus condiciones de trabajo», aunque se recomendó que las huelgas solo si hicieran «en condiciones favorables». La nueva organización, según Tuñón de Lara, «estaba a mitad camino entre el anarquismo y el societarismo». Sin embargo, según Josep Termes, era más bien contraria al societarismo, como lo probaría la siguiente declaración: «Entiéndase bien, hablamos de resistencia espontánea y natural, no de la que presupone una organización universal, paciente y calculada, para conseguir unos céntimos más de jornal o una hora menos de trabajo… Esta clase de resistencia es tan ineficaz e impracticable como la cooperación».
En octubre de 1888 el «Pacto» celebró un Congreso en Valencia en el que se decidió disolver la FTRE, y deslindar la actividad sindical, que quedaría reservada a la recién creada a Federación de Resistencia al Capital, de la actividad revolucionaria, para lo que se fundó la Organización Anarquista de la Región Española, «que era lo menos organización posible; la Comisión creada no tenía otra función que la de servir de enlace. No había estatutos ni normas disciplinarias». Pero la nueva organización desapareció al año siguiente.
En ese mismo año de 1888 el grupo marxista encabezado por Pablo Iglesias constituyó formalmente el Partido Socialista Obrero Español, fundado nueve años antes, en un Congreso obrero celebrado en Barcelona entre el 23 y el 24 de agosto, unos días después de la celebración de otro Congreso reunido también en Barcelona el 14 y el 15 de agosto y del que surgió el sindicato socialista Unión General de Trabajadores. Al año siguiente el PSOE participó en el Congreso fundacional de la Segunda Internacional celebrado en París al que asistieron Pablo Iglesias y José Mesa.

## Conclusión

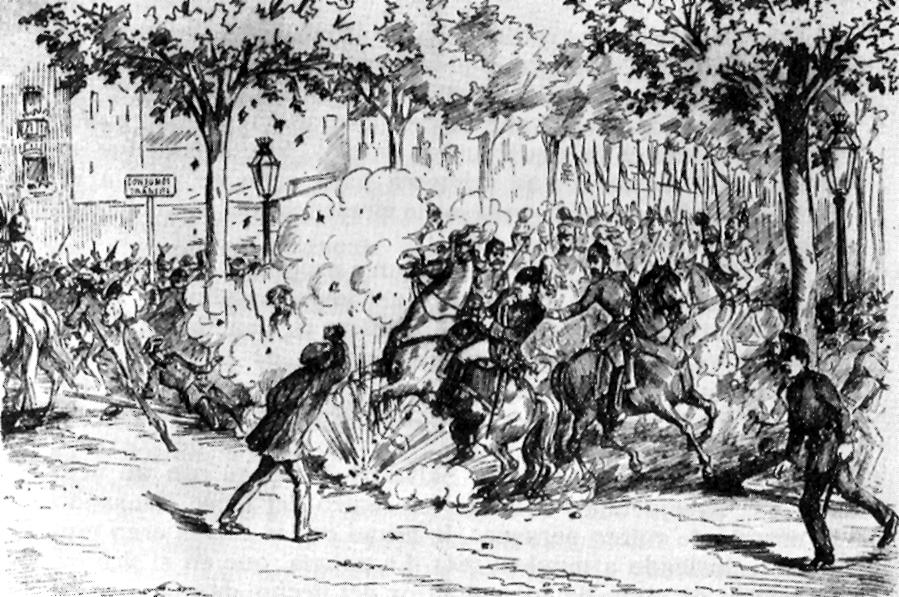
Ilustración de un periódico de la época sobre el atentado contra el general Martínez Campos (Barcelona, 1893).

Según Clara Lida, el «primer internacionalismo peninsular» acabó «sucumbiendo no por la represión instrumentada desde 1874 hasta 1881, sino por las diferencias y pugnas internas. La persecución por la Mano Negra trató de propinar un golpe de gracia al asociacionismo de los trabajadores del campo y, de paso, a todos los militantes en la Península. Pero que esta táctica acabara por triunfar se debió también a muchos otros factores. Por una parte, el énfasis en la autonomía de los grupos, acentuado durante la clandestinidad… incrementó una tendencia centrífuga que acabó por debilitar a la Federación. A esto se deben sumar las profundas diferencias y los desencuentros entre las regiones industriales y las agrarias, entre el norte y el sur, entre colectivistas y anarcocomunistas, entre la acción directa y el asociacionismo reformista. Y todo esto, sin olvidar que en ese contexto saltaban a la arena pública otras organizaciones obreras y políticas que minaban la fuerza y el prestigio hasta entonces prácticamente exclusivo del anarquismo como el gran aglutinador del proletariado español». «El anarquismo peninsular no se recuperaría de esta crisis hasta comienzos del siglo XX, pero en el ínterin, los grupos e individuos quedarían a la deriva, sin una estructura definida y sin coordinación alguna», concluye Lida.
Según Carlos Dardé, la FTRE se disolvió en 1888 al imponerse el sector del anarquismo que criticaba la existencia de una organización pública, legal y con una dimensión sindical y que, por el contrario, defendía el «espontaneísmo» —ya que cualquier tipo de organización limitaba la autonomía individual y podía «distraer» a sus componentes del objetivo básico, la revolución, además de propiciar su «aburguesamiento»— y la vía «insurreccionalista» —el levantamiento de los trabajadores pondría fin a la sociedad capitalista—. Frente a ella la tendencia «sindicalista» propugnaba el fortalecimiento de la organización para mediante huelgas y otras formas de lucha arrancar a los patronos mejoras salariales y de las condiciones de trabajo. Al triunfo de la tendencia «espontaneísta» e «insurreccionalista» contribuyó la brutal represión que desató el gobierno sobre los anarquistas andaluces a raíz de los asesinatos y robos atribuidos a la Mano Negra en 1883, una misteriosa y supuesta organización anarquista clandestina que no tenía nada que ver con la FTRE. Aunque el movimiento anarquista siguió presente a través de publicaciones e iniciativas educativas, con la disolución de la FRTE quedó abierto «el camino para el predominio de las acciones individuales de carácter terrorista, para la propaganda por el hecho que habría de proliferar en la década siguiente».